# Flavio Baracchini

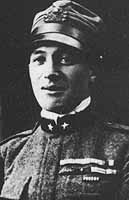
Flavio Baracchini

Flavio Torello Baracchini (* 28. Juli 1895 in Villafranca in Lunigiana; † 18. August 1928 in Rom) war der vierterfolgreichste italienische Jagdflieger des Ersten Weltkriegs. Das italienische Militär bestätigte ihm 21 persönliche Abschüsse. Tatsächlich soll er 31 Luftsiege errungen haben, drei weniger als der erfolgreichste italienische Jagdflieger Francesco Baracca.

## Leben

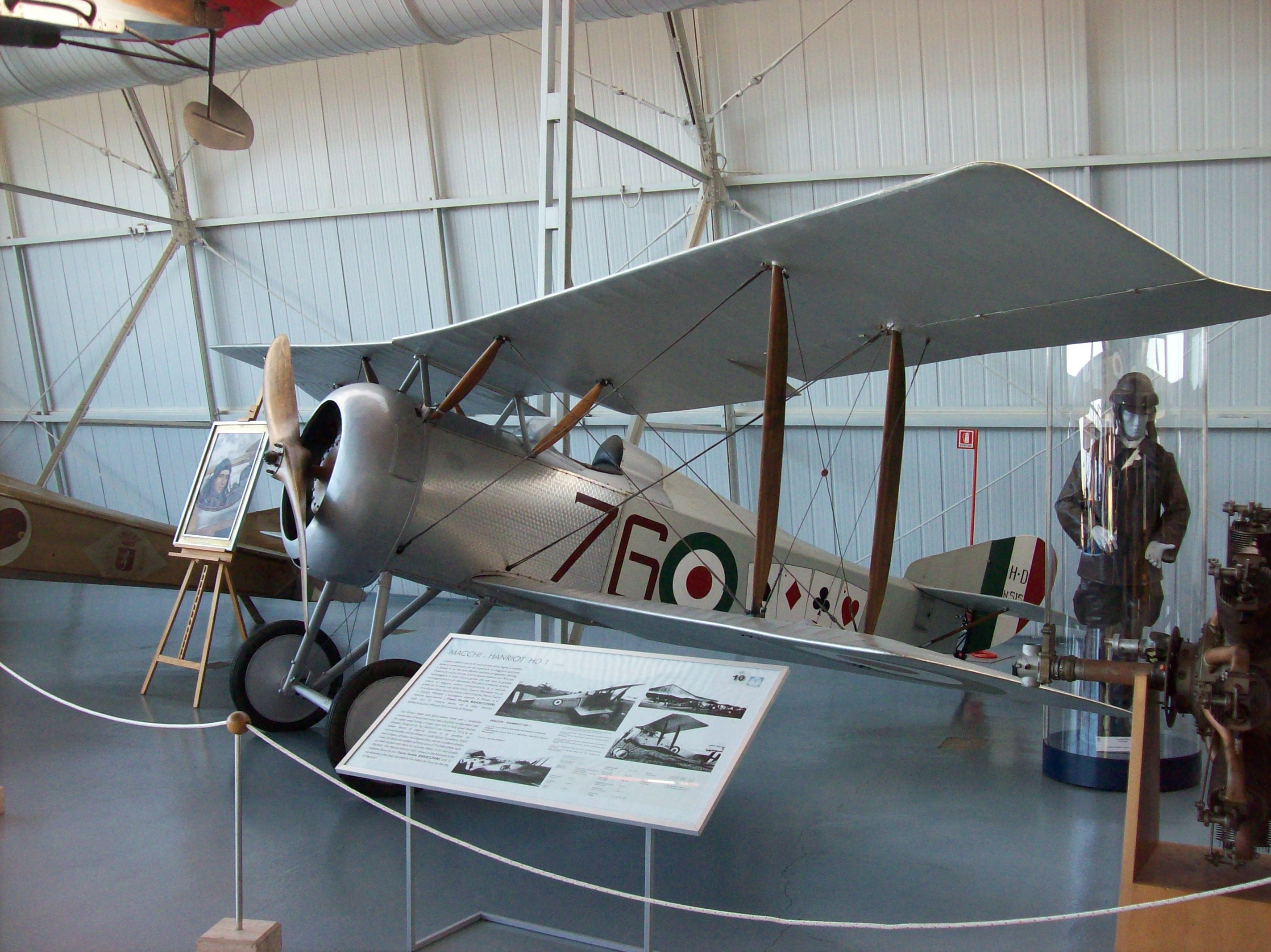
Flavio Baracchinis Hanriot HD.1 im Luftfahrtmuseum Vigna di Valle

Nach Abschluss einer Fachoberschule in La Spezia meldete sich Baracchini mit 19 Jahren freiwillig zum Heer, das ihn zunächst bei einem Telegrafenregiment in Mantua einsetzte. Baracchini beantragte seine Versetzung zur Fliegertruppe, bei der er zum Piloten ausgebildet wurde. Er flog zunächst Beobachtungsflugzeuge und Bomber, ab 1917 dann Jagdflugzeuge. Vom 15. Mai bis zum 22. Juni 1917 war er an 35 Luftkämpfen beteiligt und schoss dabei neun österreichische Flugzeuge ab. Da kein anderer italienischer Pilot in so kurzer Zeit so viele feindliche Flugzeuge abgeschossen hatte, erhielt Baracchini mehrere hohe italienische und auch französische Auszeichnungen.
Am 26. Juni 1918 wurde Baracchini durch österreichisches Gewehrfeuer schwer verwundet, als er feindliche Stellungen am Piave angriff. Er blieb längere Zeit dienstunfähig.
Nach dem Krieg gründete Baracchini ein Unternehmen, das Sprengstoffe und Bomben herstellte. Ende Juli 1928 wurde er bei einer Explosion in seinen Fabrikanlagen schwer verletzt und starb wenige Wochen später.